# 世界自転車選手権競技大会女子ロードレース歴代優勝者
世界自転車選手権競技大会女子ロードレース歴代優勝者せかいじてんしゃせんしゅけんきょうぎたいかいじょしロードレースれきだいゆうしょうしゃ）は1958年以降行われている世界選手権自転車競技大会ロードレースの女子の歴代優勝者並びに3位までの入賞者を一覧にしたものである。

なお、男子種目については、

## 個人ロードレース
| 年   | 優勝                                       | 2位                                        | 3位                                        |
| 2023 | ロッタ・コペッキー                         | デミ・フォレリング                         | セシーリェ・ウトロップ・ルドヴィ           |
| 2022 | アネミック・ファン・フルーテン             | ロッタ・コペッキー                         | シルヴィア・ペルシコ                       |
| 2021 | エリーザ・バルサモ                         | マリアンヌ・フォス                         | カタジナ・ニエウィアドマ                   |
| 2020 | アンナ・ファン・デル・ブレッヘン           | アネミック・ファン・フルーテン             | エリザ・ロンゴボルギーニ                   |
| 2019 | アネミック・ファン・フルーテン             | アンナ・ファン・デル・ブレッヘン           | アマンダ・スプラット                       |
| 2018 | アンナ・ファン・デル・ブレッヘン           | アマンダ・スプラット                       | タティアナ・グデルツォ                     |
| 2017 | シャンタル・ブラーク                       | カトリン・ガーフット                       | アマリー・ディデリクセン                   |
| 2016 | アマリー・ディデリクセン                   | キルスティン・ワイルド                     | ロッタ・レピスト                           |
| 2015 | エリザベス・アーミステッド                 | アンナ・ファン・デル・ブレッヘン           | メーガン・グアルナー                       |
| 2014 | ポーリーヌ・フェラン＝プレヴォ             | リサ・ブレナウアー                         | エマ・ヨハンソン                           |
| 2013 | マリアンヌ・フォス                         | エマ・ヨハンソン                           | ロッセーラ・ラット                         |
| 2012 | マリアンヌ・フォス                         | レイチェル・ニーラン                       | エリーザ・ロンゴ・ボルギーニ               |
| 2011 | ジョルジャ・ブロンツィーニ                 | マリアンヌ・フォス                         | イナ＝ヨーコ・トイテンベルク               |
| 2010 | ジョルジャ・ブロンツィーニ                 | マリアンヌ・フォス                         | エマ・ヨハンソン                           |
| 2009 | タティアナ・グデルツォ                     | マリアンヌ・フォス                         | ノエミ・カンテーレ                         |
| 2008 | ニコール・クック                           | マリアンヌ・フォス                         | ユーディト・アルント                       |
| 2007 | マルタ・バスティアネッリ                   | マリアンヌ・フォス                         | ジョルジア・ブロンツィーニ                 |
| 2006 | マリアンヌ・フォス                         | トレクシー・ウォラック                     | ニコール・クック                           |
| 2005 | レギーナ・シュライヒャー                   | ニコール・クック                           | オイノーネ・ウッド                         |
| 2004 | ユーディト・アルント                       | タティアナ・グデルツォ                     | アニタ・ヴァレン                           |
| 2003 | スザンヌ・ユンスコック                     | ミリャム・メルヒェルス                     | ニコール・クック                           |
| 2002 | スザンヌ・ユンスコック                     | ニコーレ・ブレンドリ                       | ホアネ・ソマリバ                           |
| 2001 | ラサ・ポリケヴィチウーテー                 | エディタ・プチンスカイテー                 | ジャニー・ロンゴ                           |
| 2000 | ジナイダ・スタルスカヤ                     | ハンタル・ベルトマン                       | マーダライネ・リントベルク                 |
| 1999 | エディタ・プチンスカイテー                 | アンナ・ウィルソン                         | ディアナ・ジリウーテー                     |
| 1998 | ディアナ・ジリウーテー                     | レオンティエン・ファンモールセル           | ハンカ・クフェルナーゲル                   |
| 1997 | アレサンドリア・カッペッロット             | リズ・タディック                           | カテリーヌ・マルサル                       |
| 1996 | バーバラ・ヘープ                           | ラサ・ポリケヴィチウーテー                 | リンダ・ジャクソン                         |
| 1995 | ジャニー・ロンゴ                           | カテリーヌ・マルサル                       | エディタ・プチンスカイテー                 |
| 1994 | モニカ・ヴァルヴィック                     | パツィ・マールヘルマン                     | ジャンヌ・ゴレイ                           |
| 1993 | レオンティエン・ファンモールセル           | ジャニー・ロンゴ                           | ローラ・シャラメダ                         |
| 1992 | バルセロナオリンピック開催年のため実施せず | バルセロナオリンピック開催年のため実施せず | バルセロナオリンピック開催年のため実施せず |
| 1991 | レオンティエン・ファンモールセル           | インガ・トンプソン                         | アリソン・シドル                           |
| 1990 | カテリーヌ・マルサル                       | ラシー・マシズ                             | ルイザ・セゲッツィ                         |
| 1989 | ジャニー・ロンゴ                           | カテリーヌ・マルサ                         | マリア・カニンス                           |
| 1988 | ソウルオリンピック開催年のため実施せず     | ソウルオリンピック開催年のため実施せず     | ソウルオリンピック開催年のため実施せず     |
| 1987 | ジャニー・ロンゴ                           | ヘーレン・ハヘ                             | コニー・メイエル                           |
| 1986 | ジャニー・ロンゴ                           | ジャネル・パークス                         | アラ・ヤコヴレヴァ                         |
| 1985 | ジャニー・ロンゴ                           | マリア・カニンス                           | ザンドラ・シューマッハー                   |
| 1984 | ロサンゼルスオリンピック開催のため実施せず | ロサンゼルスオリンピック開催のため実施せず | ロサンゼルスオリンピック開催のため実施せず |
| 1983 | マリアンヌ・ベリルント                     | レベッカ・トゥイッグ                       | マリア・カニンス                           |
| 1982 | マンディ・ジョーンズ                       | マリア・カニンス                           | ヘルダ・シレンス                           |
| 1981 | ウーテ・エンツェナウアー                   | ジャニー・ロンゴ                           | コニー・カーペンター                       |
| 1980 | ベス・ハイデン                             | トルーデ・ヤーレ                           | マンディ・ジョーンズ                       |
| 1979 | ペトラ・デ・ブリュイン                     | イェン・デ・スメット                       | ベアーテ・ハーベッツ                       |
| 1978 | ベアーテ・ハーベッツ                       | ケーティ・ファン・オーステン＝ハヘ         | エヴァ・ロレンツォ                         |
| 1977 | ジョジアヌ・ボス                           | コニー・カーペンター                       | ミニ・ブリンクホフ                         |
| 1976 | ケーティ・ファン・オーステン＝ハヘ         | ラウラ・ビッソーニ                         | イヴォンヌ・レインデルス                   |
| 1975 | ティネク・フォプマ                         | ジュヌヴィエヴ・ガンビヨン                 | ケーティ・ファン・オーステン＝ハヘ         |
| 1974 | ジュヌヴィエヴ・ガンビヨン                 | バイバ・ツァウネ                           | ケーティ・ファン・オーステン＝ハヘ         |
| 1973 | ニコル・ファンデンブルック                 | ケーティ・ファン・オーステン＝ハヘ         | ヴァレンティナ・レブロフスカラ             |
| 1972 | ジュヌヴィエヴ・ガンビヨン                 | リュボフ・ザドロイナラ                     | アンナ・コンキナ                           |
| 1971 | アンナ・コンキナ                           | モレナ・タルターニ                         | ケーティ・ファン・オーステン＝ハヘ         |
| 1970 | アンナ・コンキナ                           | モレナ・タルターニ                         | ライサ・オボドフスカイア                   |
| 1969 | オードリー・マッケルマリー                 | バーナデット・スウィンナートン             | ニナ・トロフィモヴァ                       |
| 1968 | ケーティ・ファン・オーステン＝ハヘ         | バイバ・ツァウネ                           | モレナ・タルターニ                         |
| 1967 | ベリル・バートン                           | リュボフ・ザドロイナラ                     | アンナ・コンキナ                           |
| 1966 | イヴォンヌ・レインデルス                   | ケーティ・ファン・オーステン＝ハヘ         | アイノ・プレネン                           |
| 1965 | エリザーベト・アイホルツ                   | イヴォンヌ・レインデルス                   | アイノ・プレネン                           |
| 1964 | エマ・ソンカ                               | ガリナ・ユディナ                           | ロサ・セルス                               |
| 1963 | イヴォンヌ・レインデルス                   | ロサ・セルス                               | アイノ・プレネン                           |
| 1962 | マリー＝ローズ・ガイヤール                 | イヴォンヌ・レインデルス                   | マリー＝テレズ・ナーセンス                 |
| 1961 | イヴォンヌ・レインデルス                   | ベリル・バートン                           | エルシ・ジャコプ                           |
| 1960 | ベリル・バートン                           | ロサ・セルス                               | エリザーベト・クラインハウス               |
| 1959 | イヴォンヌ・レインデルス                   | アイノ・プレネン                           | ヴェラ・ゴルバチェヴァ                     |
| 1958 | エルシ・ジャコプ                           | タマラ・ノヴィコヴァ                       | マリヤ・ルクチナ                           |

## 個人タイムトライアル
| 年   | 優勝                             | 2位                              | 3位                                |
| 2023 | クロエ・ダイガート               | グレース・ブラウン               | クリスティーナ・シュバインベルガー |
| 2022 | エレオノラ・ファン・ダイク       | グレース・ブラウン               | マーレン・ローセル                 |
| 2021 | エレオノラ・ファン・ダイク       | マーレン・ローセル               | アネミック・ファン・フルーテン     |
| 2020 | アンナ・ファン・デル・ブレッヘン | マーレン・ローセル               | エレオノラ・ファン・ダイク         |
| 2019 | クロエ・ダイガート               | アンナ・ファン・デル・ブレッヘン | アネミック・ファン・フルーテン     |
| 2018 | アネミック・ファン・フルーテン   | アンナ・ファン・デル・ブレッヘン | エレオノラ・ファン・ダイク         |
| 2017 | アネミック・ファン・フルーテン   | アンナ・ファン・デル・ブレッヘン | カトリン・ガーフット               |
| 2016 | アンバー・ネーベン               | エレオノラ・ファン・ダイク       | カトリン・ガーフット               |
| 2015 | リンダ・ウィルムセン             | アンナ・ファン・デル・ブレッヘン | リサ・ブレナウアー                 |
| 2014 | リサ・ブレナウアー               | アンナ・ソロベイ                 | エヴェリン・スティーヴンス         |
| 2013 | エレオノラ・ファン・ダイク       | リンダ・ウィルムセン             | カーメン・スモール                 |
| 2012 | ユーディト・アルント             | エヴェリン・スティーヴンス       | リンダ・ウィルムセン               |
| 2011 | ユーディト・アルント             | リンダ・ウィルムセン             | エマ・プーリー                     |
| 2010 | エマ・プーリー                   | ユーディト・アルント             | リンダ・ウィルムセン               |
| 2009 | クリスティン・アームストロング   | ノエミ・カンテーレ               | リンダ・ウィルムセン               |
| 2008 | アンバー・ネーベン               | クリスティアーネ・ゼーダー       | ユーディト・アルント               |
| 2007 | ハンカ・クフェルナーゲル         | クリスティン・アームストロング   | クリスティアーネ・ゼーダー         |
| 2006 | クリスティン・アームストロング   | カーリン・テュリヒ               | クリスティーヌ・トルバーン         |
| 2005 | カーリン・テュリヒ               | ホアネ・ソマリバ                 | クリスティン・アームストロング     |
| 2004 | カーリン・テュリヒ               | ユーディト・アルント             | ズルフィヤ・ザビロワ               |
| 2003 | ホアネ・ソマリバ                 | ユーディト・アルント             | ズルフィヤ・ザビロワ               |
| 2002 | ズルフィヤ・ザビロワ             | ニコール・ブレンドリ             | カリン・テューリヒ                 |
| 2001 | ジャニー・ロンゴ                 | ニコール・ブランドリ             | テオドラ・ルアノ・サンチョン       |
| 2000 | マリ・ホルデン                   | ジャニー・ロンゴ                 | ラサ・ポリケヴィチウーテー         |
| 1999 | レオンティエン・ファンモールセル | アンナ・ウィルソン               | エディタ・プチンスカイテ           |
| 1998 | レオンティエン・ファンモールセル | ズルフィヤ・ザビロワ             | ハンカ・クフェルナーゲル           |
| 1997 | ジャニー・ロンゴ                 | ズルフィヤ・ザビロワ             | ユーディト・アルント               |
| 1996 | ジャニー・ロンゴ                 | カティ・マルサ                   | アレッサンドラ・カッペッロット     |
| 1995 | ジャニー・ロンゴ                 | クララ・ヒューゲス               | キャシー・ワット                   |
| 1994 | カレン・クレック                 | アンネ・サンプロニウス           | ジャニー・ロンゴ                   |

## チームタイムトライアル
| 年                 | 優勝                                 | 2位                          | 3位                                  |
| 2019年以降、未開催 |                                      |                              |                                      |
| 2018               | キャニオン–SRAM                      | ボエルス・ドルマンス         | チーム・サンウェブ                   |
| 2017               | チーム・サンウェブ                   | ボエルス・ドルマンス         | サーヴェロ・ビグラ・プロサイクリング |
| 2016               | ボエルス・ドルマンス                 | キャニオン–SRAM              | サーヴェロ・ビグラ・プロサイクリング |
| 2015               | Velocio–SRAM                         | ボエルス・ドルマンス         | ラボ-リブ                            |
| 2014               | スペシャライズド・ルルレモン         | オリカ・AIS                  | アスタナ・ビーピンク                 |
| 2013               | スペシャライズド・ルルレモン         | ラボバンク-リブ ジャイアント | オリカ・AIS                          |
| 2012               | チーム・スペシャライズド・ルルレモン | オリカ・AIS                  | AA・ドリンク・レオンティン.nl        |

## チームタイムトライアル混合リレー
| 年   | 開催地       | 優勝者   | 2位      | 3位            |
| ---- | ------------ | -------- | -------- | -------------- |
| 2019 | ヨークシャー | オランダ | ドイツ   | イギリス       |
| 2020 | イーモラ     | 未開催   | 未開催   | 未開催         |
| 2021 | フランドル   | ドイツ   | オランダ | イタリア       |
| 2022 | ウロンゴン   | スイス   | イタリア | オーストラリア |